# HMS Courageous (50)
 (22 janvier 2019).
Le contenu est difficilement compréhensible vu les erreurs de traduction, qui sont peut-être dues à l'utilisation d'un logiciel de traduction automatique.
Pour les autres navires du même nom, voir HMS Courageous.
Le HMS Courageous (pennant number 50) est un croiseur construit pour la Royal Navy lors de la Première Guerre mondiale, puis transformé à l'entre-deux-guerres en porte-avions de la classe Courageous. Il fut le premier navire de guerre britannique, et le premier porte-avions d'un pays belligérant durant la Seconde Guerre mondiale à être coulé. Il sombra le 17 septembre 1939 lors d'un combat face à un U-boot au large de la côte de l'Irlande.

## Service
Lancé en 1916, il a notamment participé à la bataille de Heligoland en 1917 et dans d'autres opérations contre la Hochseeflotte de la marine impériale allemande.

## Reconversion

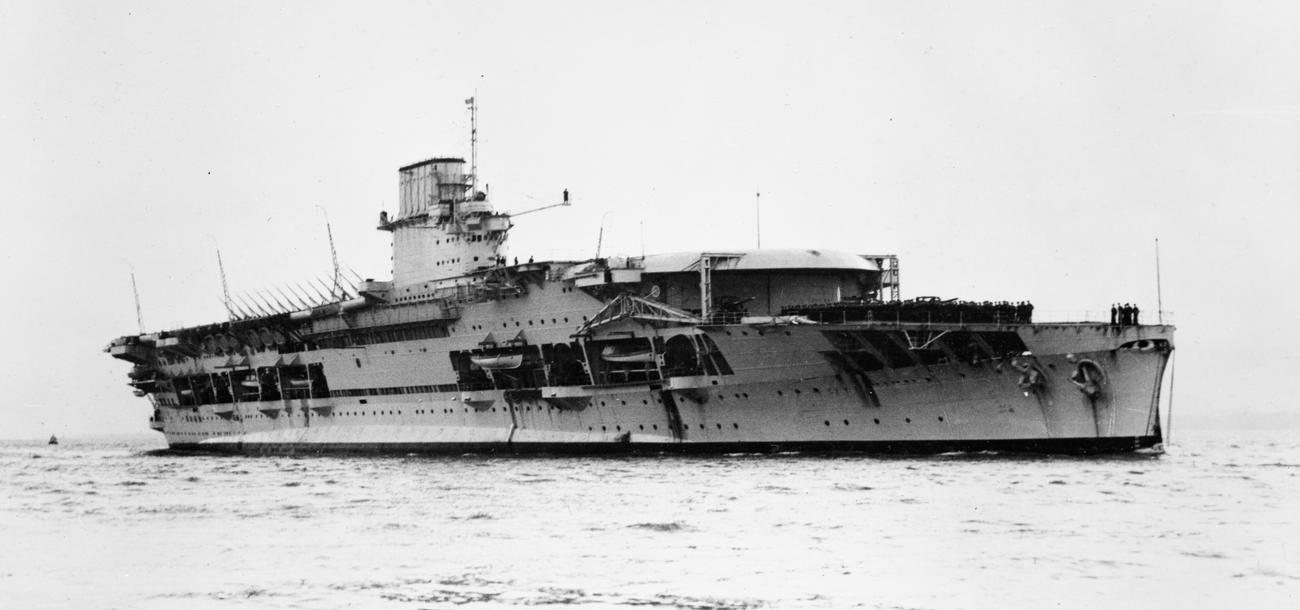
Le Courageous après sa reconversion en porte-avions.

Retiré du service après la Première Guerre mondiale, il est transformé en porte-avions de classe Courageous (aussi connue comme classe Glorious) en 1924, pour répondre au traité de Washington de 1922. Cette transformation s'effectue entre juin 1924 et mai 1928.

## Origine et construction
Au cours de la Première Guerre mondiale, l'amiral Fisher ne put commander une version améliorée de la précédente classe Renown à cause des restrictions liées à la guerre, qui interdisaient la construction de navires du gabarit supérieur à des croiseurs légers en 1915. Pour obtenir la construction de nouveaux croiseurs de bataille, il fut décidé de limiter le blindage à celui d'un croiseur léger et l'armement à seulement deux tourelles doubles de 381 mm. Fisher justifia leur existence en argumentant qu'il avait besoin de navires rapides de faible tirant pour son Projet Baltique, un plan pour envahir l'Allemagne par la mer Baltique,.
Le Courageous avait une longueur totale de 239,8 m, une largeur de 24,7 m, et un tirant d'eau de 7,9 m. Il avait un déplacement de 19 490 t et 22 922 t en charge. Afin de réduire les délais de conception, la machinerie utilisée par le croiseur léger Champion, le premier croiseur de la marine avec des turbines à motoréducteurs, a été tout simplement répliquée pour les quatre ensembles turbines. Les turbines Parsons étaient été alimentées par dix-huit mille-feuille petits tubes de chaudières. Elles ont été conçues pour produire un total de 90 000 chevaux. Le navire a atteint une vitesse estimée à 30,8 nœuds pendant les essais en mer.
À pleine capacité, il avait une autonomie d'environ 6 000 milles nautiques (environ 11 000 km) à une vitesse de 20 nœuds.
Le Courageous emportait quatre canons BL 15 pouces Mk I (381 mm) logés dans deux tourelles jumelles à commande hydraulique, désignées "A" et "Y" de l'avant vers l'arrière. Son armement secondaire se composait de dix-huit BL 4 pouces Mk IX canons (101 mm) montés sur six affûts à commande manuelle. Les triples montures étaient trop proches l'une de l'autre, ce qui fait que les 23 canonniers se gênaient mutuellement et empêchaient la haute cadence de tir prévue. L'armement antiaérien était composé de deux canons QF 3 pouces 20 lb (76 mm) installés près du mât principal. Il était également équipé de deux tubes lance-torpilles immergés de 533 mm et transportait 10 torpilles.

## Première Guerre mondiale
La pose de la quille du Courageous eut lieu le 26 mars 1915, la construction fut lancée le 5 février 1916 et se termina le 4 novembre. Au cours de ses essais en mer, au moment des tests à pleine vitesse dans une mer formée, il subit des dommages structurels dont la cause exacte est incertaine. Le pont du gaillard d'avant fut profondément abîmé à trois endroits entre le brise-lames et la tourelle avant, la coque étant visiblement enfoncée entre le gaillard d'avant et les ponts supérieurs. L'eau était entrée dans la partie immergée du compartiment des torpilles et des rivets avaient cisaillé les équerres de fixation de la platine de blindage en place. Lors de sa réparation qui commença le 23 novembre 1916, le navire fut rigidifié avec 130 tonnes d'acier supplémentaires pour un coût total de 2,038,225 £.
Lors de sa mise en service, le Courageous fut affecté au 3e escadron de croiseurs légers de la Grand Fleet. Il est devenu à la fin de 1916 navire amiral du 1st Cruiser Squadron car l'unité fut reformée après que la plupart de ses navires eussent coulé lors de la Bataille du Jutland en mai. Le navire fut temporairement transformé en mouilleur de mines en avril 1917 par l'ajout de rails sur son gaillard d'arrière pouvant contenir plus de 200 mines, bien qu’il n'en posa jamais. Au milieu de 1917, il reçut une demi-douzaine de tubes lance torpille, chacun avec deux tubes comme décrit : un montage de chaque côté du mât principal sur le pont supérieur et deux supports de chaque côté de l'arrière de la tourelle sur le gaillard d'arrière, Le 30 juillet 1917, le contre-Amiral Trevylyan Napier a pris le commandement de la 1re escadre de croiseurs et a été nommé vice-amiral Commandant le croiseur léger de la Force jusqu'au 26 octobre 1918.
Le 16 octobre 1917, l’Amirauté reçut l’information concernant les mouvements de navires allemands, indiquant peut-être un raid. L'amiral Beatty, le commandant de la Grand Fleet, ordonna à la plupart de ses croiseurs légers et de ses destroyers de prendre la mer pour tenter de localiser les navires ennemis. Au début, le Glorious et le Courageous ne figuraient pas parmi eux mais ils furent envoyés plus tard dans la journée pour renforcer le 2e escadron de croiseurs légers qui patrouillait dans la partie centrale de la mer du Nord. Deux croiseurs légers de la Brummer allemande réussirenr à se faufiler entre les patrouilles britanniques et à détruire un convoi à destination de la Norvège dans la matinée du 17 octobre. Le 1er escadron de croiseurs reçut l'ordre d'intercepter les bâtiments allemands mais échoua car les croiseurs allemands étaient plus rapides que prévu.

### Deuxième bataille de Heligoland Bight
Tout au long de l'année 1917, l’Amirauté s’intéressa de plus en plus aux efforts de l’Allemagne visant à détruire les champs de mines aménagés par les Britanniques dans le but de limiter les activités de la flotte de haute mer et des sous-marins allemands. Un raid préliminaire contre les forces allemandes de déminage le 31 octobre par des forces légères détruisit dix petits navires allemands. Sur la base de rapports de renseignements, l’Amirauté a attribué le 1er novembre le 17 novembre 1917, le 1er Escadron de croisières, avec couverture fournie par le 1er Escadron de croiseurs renforcé et par les cuirassés du 1er Escadron de bataille, pour détruire les dragueurs de mines et leurs escortes de croiseurs légers.
Les navires allemands - quatre croiseurs légers de la II Scouting Force, huit destroyers, trois divisions de dragueurs de mines, huit chalutiers remplis de liège (Sperrbrecher) et deux autres chalutiers marquant la route nettoyée - ont été repérés à 7h30   un m . Le Courageous et le croiseur léger Cardiff ont ouvert le feu sept minutes plus tard avec leurs canons. Les Allemands ont réagi en créant un écran de fumée efficace. Les Britanniques poursuivirent leur poursuite mais perdirent la trace de la plupart des petits navires dans la fumée et concentrèrent le feu sur les croiseurs légers.  Le Courageous, tira 92 obus de 381 mm et 180 obus de 76 mm au cours de la bataille . Les seuls dommages qui lui ont été infligés proviennent de son propre souffle de bouche . Un obus de 381 mm a heurté un bouclier du croiseur léger SMS Pillau mais n'a pas affecté sa vitesse. À 9 h 30, le 1er escadron de croisières interrompt sa poursuite pour ne pas pénétrer dans un champ de mines indiqué sur ses cartes. Les navires tournèrent vers le sud, ne jouant plus aucun rôle dans la bataille.
Après la bataille, les installations de mouilleur de mines du Courageous ont été retirées et il passa le reste de la guerre à patrouiller par intermittence dans la mer du Nord. En 1918, les plates-formes courtes de décollage ont été équipées pour un Sopwith Camel et un Sopwith 1½ Strutter sur les deux tourelles de 381 mm. Le navire était présent lors de la reddition de la flotte allemande en haute mer le 21 novembre 1918. Le Courageous a été placé en réserve à Rosyth le 1er février 1919 et il redevint le vaisseau amiral comme il a été nommé vice-amiral commandant la réserve Rosyth de Napier jusqu'au 1er mai. Le navire a été affecté à l'école d'artillerie à Portsmouth l'année suivante comme navire de forage de tourelle. Elle est devenue le navire amiral du contre-amiral commandant la réserve à Portsmouth en mars 1920 . Le capitaine Sidney Meyrick est devenu son capitaine de drapeau en 1920 . Le capitaine John Casement le releva en août 1921 .

## L'entre-deux-guerres

### Conversion
Le Traité naval de Washington de 1922 limita sévèrement le tonnage des navires capitaux et la Royal Navy fut contrainte de mettre au rebut nombre de ses plus vieux cuirassés et croiseurs de bataille. Le traité autorisait la conversion de navires existants jusqu’à 66 000 tonnes en porte-avions, et la combinaison d'une grande coque et d'une vitesse élevée de la classe Courageous faisait de ces navires des candidats idéaux. La conversion du Courageous a commencé le 29 juin 1924 à Devonport. Ses tourelles de quinze pouces ont été entreposées et réutilisées pendant la Seconde Guerre mondiale pour le HMS Vanguard, le dernier cuirassé de la Royal Navy.  La transformation en porte-avions coûta 2 025 800 £.
Le navire de la nouvelle conception améliorée sur le HMS Furious , qui n'avait pas un ilôt et un classique pont d'envol. Tout de la superstructure, des canons aux de tubes lance-torpilles et raccords vers le pont principal ont été supprimés. Deux étages de hangars ont été construits au-dessus du reste de la coque ; chaque niveau est de 4,9 m de haut et de 167,6 m de long. Le haut du hangar niveau ouvert sur un court pont d'envol, en dessous et en avant du principal poste de pilotage. Le flying-arrêt pont de l'amélioration de lancement et de récupération du cycle de flexibilité jusqu'à ce que de nouveaux combattants nécessitant plus de décollage rouleaux de fait le pont inférieur devient obsolète dans les années 1930. Deux ascenseurs ont été installés à l'avant et à l'arrière du pont d'envol. Un ilôt sur le pont, pour le contrôle du navire et du pont d'envol a été ajouté sur le côté tribord, depuis les îles avait été trouvé non pas pour contribuer de manière significative à la turbulence. En 1939, le navire pouvait transporter du carburant pour ses avions.
Le Courageous a reçu un armement à double usage de seize canons Mk VIII QF de 120 mm sur des affûts HA Mark XII simples. Chaque côté du poste de pilotage inférieur avait un affût et deux sur la plage arrière. Les douze autres affûts étaient répartis sur le long des côtés du navire. Au milieu des années 1930, le Courageous reçut trois affûts quadruples Mk VII pour des canons anti-aériens "pom-pom" de 2 livres de 40 mm, dont deux ont été transférés du cuirassé Royal Sovereign. Chaque côté du pont au-dessus du pont d'envol avait un affût, en avant des canons de 120 mm, et un était derrière l'ilôt sur le pont d'envol.  Elle a également reçu quatre mitrailleuses anti-aériennes de calibre. Mk III, refroidies par eau, en un montage quadruple. Cela a été placé dans un sponson sur le côté du port à l'arrière.
La reconstruction fut achevée le 21 février 1928 et le navire passa plusieurs mois d'essais et de formation de l'équipage avant d’être affecté à la Flotte Méditerranéenne (basé à Malte), dans laquelle il a servi de mai 1928 à juin 1930. En août 1929, après des émeutes en Palestine éclatèrent. Le Courageous, fut envoyé en réaction. Quand il arriva assez proche de la Palestine, son escadre aérienne effectua des opérations pour aider à réprimer le désordre. Le navire a été relevé de la Méditerranée par les Glorieux et réaménagé à partir de juin à août 1930. Elle a été affectée à l'Atlantique et à la Maison des Flottes du 12 août 1930 à décembre 1938, à l'exception de la fixation temporaire de la Flotte Méditerranéenne en 1936. Au début des années 1930, traverse l'arrestation de vitesse est installé et il a reçu deux hydrauliques des avions catapultes sur la partie supérieure du poste de pilotage avant le mois de mars 1934. Le Courageous a été réaménagé entre octobre 1935 et juin 1936, avec ses affûts pom-pom. il était présent à la cérémonie de Couronnement de la Flotte de l'Examen à Spithead, le 20 mai 1937 pour le Roi George VI. Le bateau est devenu une formation transporteur en décembre 1938 lors de l'Ark Royal a rejoint la Maison du parc. Il était soulagé de ce devoir par sa demi-sœur , Furieux, en mai 1939. Le Courageous ont participé à la Portland Flotte Examen le 9 août 1939.

### Avions

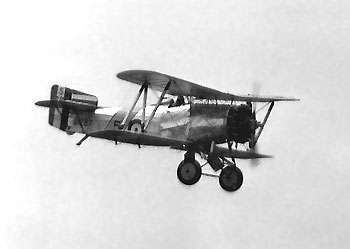
Fairey Flycatcher

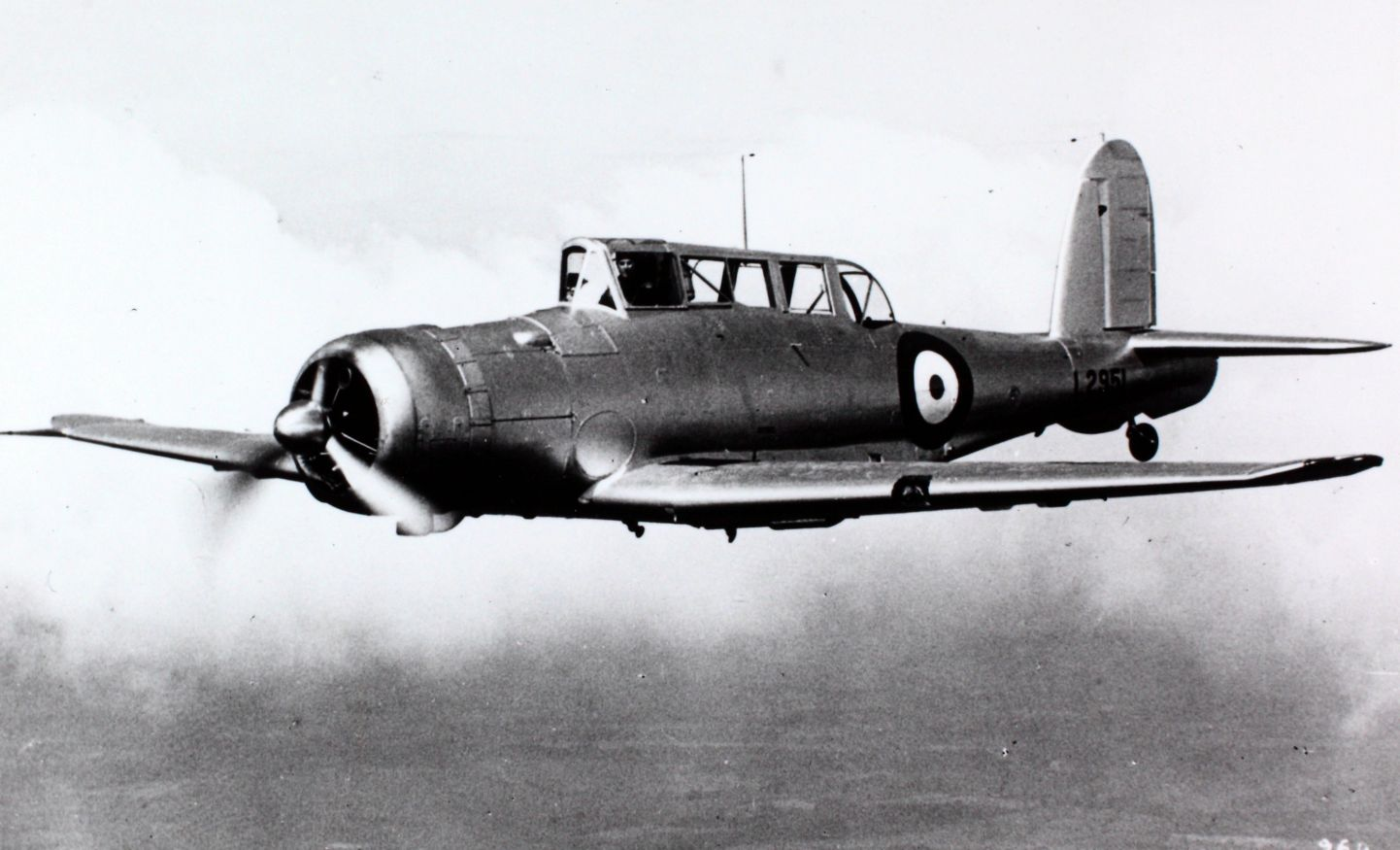
Blackburn Skua

Le Courageous pouvait transporter jusqu'à 48 appareils. À la suite de la fin de ses essais et les ravitaillement et avitaillement ainsi que l'arrivée de l'équipage, il navigua vers Spithead, le 14 mai 1928. Le lendemain, un Blackburn Dart réalisa le premier appontage. Ce dernier fut suivi par deux Fairey gobe-mouches avec 404 et 407 Vols, le Fairey IIIFs de 445 et 446 Vols et deux Darts de 463 et 464 de Vol. Le navire navigua en direction de Malte, le 2 juin, pour se joindre à la Flotte Méditerranéenne.
De 1933 à la fin de 1938, le Courageous transporta l'escadron N ° 800, avec neuf Hawker Nimrod et trois Hawker Osprey. Les escadrons N°  810, 820 et 821 furent embarqués pour la reconnaissance et la lutte contre des bateaux d'attaque au cours de la même période. Blackburn de Baffin, le Blackburn Shark, le Blackburn Ripon et le Fairey Swordfish bombardiers torpilleurs ainsi que Fairey Sceau des avions de reconnaissance Comme un pont d'atterrissage de formation transporteur, au début de 1939, le Courageous entreprit le Blackburn Skua et Gloster Sea Gladiateur combattants de 801 Escadron et l'Espadon bombardiers torpilleurs de 811 Escadron, bien que ces deux escadrons furent débarqués lorsque le navire fut relevé de ses fonctions de formation en mai.

## Seconde Guerre mondiale et naufrage

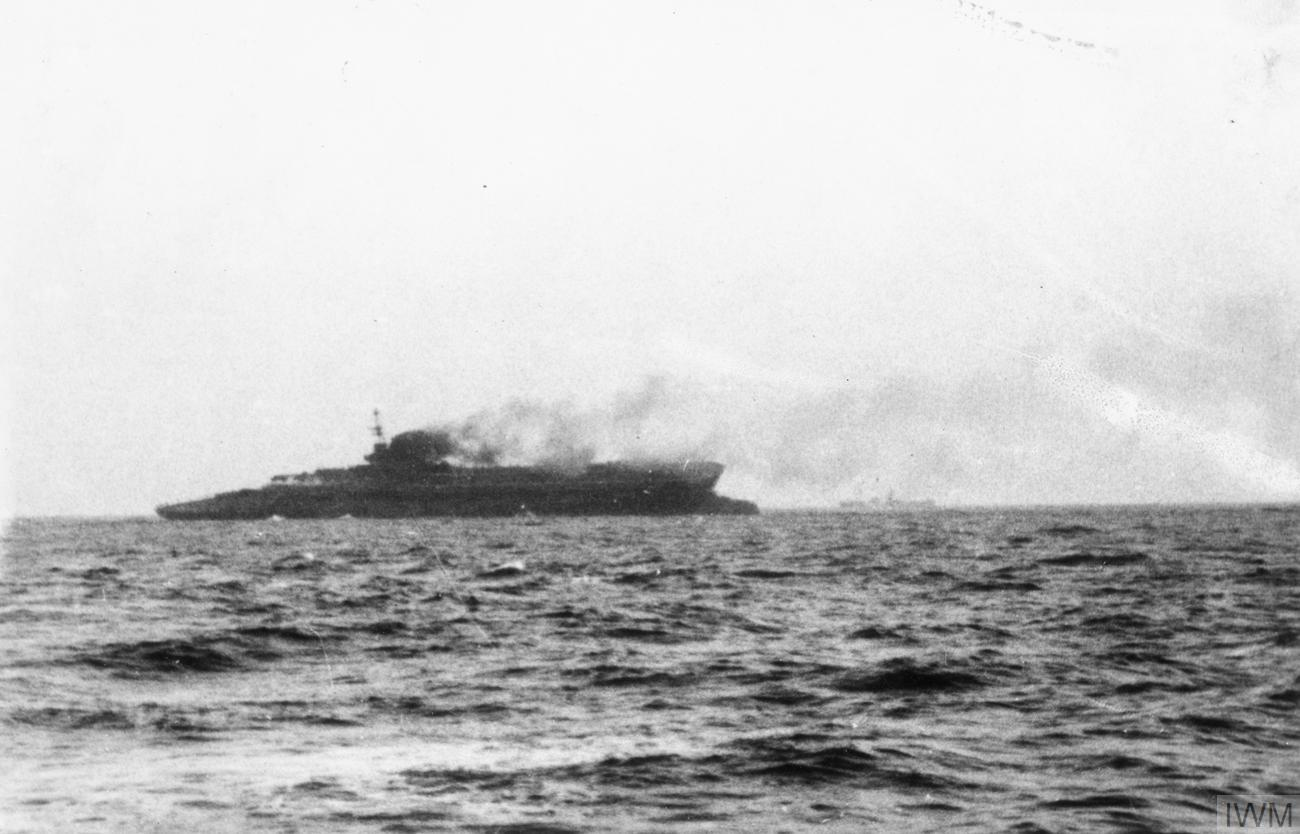
Naufrage du Courageous après avoir été torpillé par l'U-29

Le Courageous servit dans la Flotte principale au début de la Seconde Guerre mondiale avec les escadrons 811 et 822 à bord, avec chaque escadron équipé d'une douzaine de Fairey Swordfish. Dans les premiers jours de la guerre, des hunter-killer groupes ont été formés autour de la flotte de porte-avions pour trouver et détruire les U-boot. Le 31 août 1939, le Courageous alla à Portland et embarqua deux escadrons de Swordfish. Le soir du 3 septembre 1939, le Courageous, escorté par quatre destroyers, partit pour une patrouille anti-sous-marine de surveillance dans les Approches Occidentales.
Dans la soirée du 17 septembre 1939, il patrouillait au large de la côte de l'Irlande. Deux de ses quatre destroyers d'escorte, furent envoyées pour aider un navire marchand. Pendant ce temps, le Courageous fut harcelé pendant plus de deux heures par l'U-29, commandé par le Capitaine-Lieutenant Otto Schuhart. Le porte-avion se tourna vers le vent pour le lancement de ses avions. Cela a mis le navire en travers de la proue du sous-marin, qui tira trois torpilles. Deux torpilles frappèrent le navire sur son côté bâbord avant qu'un aéronef ait pu décoller. Cela fit chavirer le navire qui coula en 20 minutes, avec la perte de 519 marins y compris son capitaine. Les survivants furent secourus par le paquebot hollandais Veendam et le cargo britannique Collingworth. Les deux destroyers d'escorte traquèrent l'U-29 pendant quatre heures sans succès.
Le Courageous a été le premier navire de guerre britannique à être coulé par les forces allemandes lors de la Seconde Guerre mondiale (le sous-marin Oxley avait été coulé une semaine plus tôt par des tirs amis à partir du sous-marin britannique Triton). Au sein de la Kriegsmarine, Karl Dönitz considéra le naufrage du Courageous comme un grand succès. Le Grand-Amiral Erich Raeder a demandé que soit décerné à Otto Schuhart la Croix de Fer de Première Classe et que tous les autres membres de l'équipage reçoivent la Croix de fer de Seconde Classe.

## Caractéristiques techniques
Dimensions après sa conversion en porte-avions :
- longueur = 224,1 m
- largeur = 27,6 m
- tirant d'eau = 8,5 m
- déplacement = 27 420 tonnes
- vitesse = 30 nœuds
- rayon d'action = 5 860 milles nautiques à 16 nœuds
- équipage = 814 marins et 403 aviateurs
- armement = 16 canons de 120 mm
- avions = 48